# Теопетра
Теопетра — пещера в Метеорах, ном Трикала, область Фессалия, Греция. Представляет собой значительный научный интерес, а также с ней связаны многочисленные легенды и суеверия.
Сами скалы Метеоры, расположенные вблизи города Каламбака и села Кастракион, признаны ЮНЕСКО объектом Всемирного наследия. Пещеры Метеоры закрыты для посещения общественности. Одна из скал имеет небольшую пещеру, названную Теопетрой. С 22 октября 2010 года вход в Теопетру открыт для посетителей.

## Исследование пещеры
Греческие археологи проводят в ней раскопки уже 25 лет подряд. Найденные в пещере диатомовые водоросли дают возможность оценить палео-климат и проанализировать климатические изменения в эпоху последнего ледникового периода.
23 марта 2010 года Министерство культуры и туризма Греции официально сообщило о находке искусственной стены, возраст которой оценивается примерно в 23 тыс. лет, то есть она относится к эпохе палеолита и, возможно, является наиболее древним искусственным сооружением не только в Греции, но и в мире. Датировка искусственной стены, которая ограничивала вход в пещеру на две трети, выполнена методом оптического датирования. Возраст стены абсолютно точно совпадает с последним ледниковым периодом. Это может свидетельствовать о том, что стену построили обитатели пещеры, чтобы защититься от холода.
У двух мезолитических обитателей пещеры Теопетра, живших ок. 7500—7000 лет до н. э., определена митохондриальная гаплогруппа K1c.